# Mareille Meijering
Mareille Meijering (* 11. März 1995 in Stadskanaal) ist eine niederländische Radrennfahrerin.

## Sportlicher Werdegang
Bis 2022 betrieb Meijering den Radsport nur in ihrer Freizeit, beruflich hatte sie einen Abschluss als Master of Science in Finanz- und Wirtschaftswissenschaften und arbeitete als Dozentin an der Universität Groningen und der Universität Utrecht. Nachdem sie in der Saison 2022 mit dem Multum Accountants Ladies Cycling Team bereits ein umfangreicheres Rennprogramm hatte, wandte sie sich ab der Saison 2023 vollständig dem Radsport zu. Zunächst wurde sie Mitglied im Zaaf Cycling Team, mit dem sie bei der UAE Tour den zehnten Platz in der Gesamtwertung belegte und damit bestplatzierte Fahrerin eines Continental Teams war.
Im April 2023 verließ Meijering ihr Team, nachdem dieses in finanzielle Schwierigkeiten geriet, und erhielt ab dem Mai einen Vertrag beim Movistar Team Women. Ihren ersten Sieg als Radprofi erzielte sie auf der zweiten Etappe der Vuelta Extremadura Féminas, die sie als Solistin aus einer Spitzengruppe heraus gewann. Mit dem Etappenerfolg übernahm sie auch die Führung in der Gesamtwertung, die sie beim abschließenden Einzelzeitfahren erfolgreich verteidigte.

## Erfolge
2024
- Gesamtwertung, eine Etappe und Punkt Vuelta Extremadura Féminas